# Rebecca Guarna
Rebecca Guarna, también conocida como Rebecca de Guarna o Rebeca de Guarna, (fl. siglos XIII-XIV) fue una doctora, cirujana, profesora y autora de textos médicos italiana, una de las pocas mujeres de las que se conoce que practicaban la Medicina en la Edad Media. Se ignoran muchos datos de su vida, se sabe que era miembro de una reconocida familia salernitana, que además de ser maestra de la Escuela de Medicina de Salerno era una notable herborista y que escribió los tratados De Urinis, De febrius y De embrione. En De Urinis describe, entre otras cosas, la utilización de muestras de orina en el diagnóstico de enfermedades. Su trabajo fue mencionado en la Collectio Salernitana.

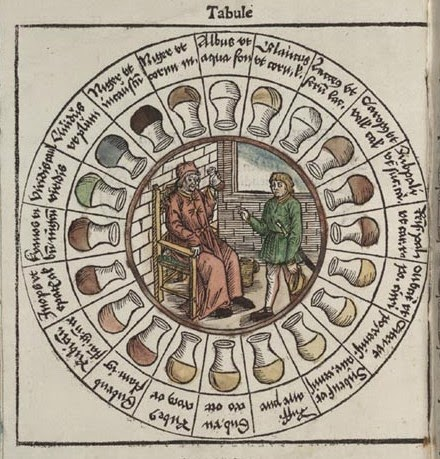
"Tabla de la orina" de la época Medieval para el diagnóstico de enfermedades

En el estudio de Salvatore De Renzi sobre la Escuela de Medicina de Salerno realizado en el siglo XIX, Guarna es una de las cuatro mujeres mencionadas —junto con Costanza Calenda, Abella y Mercuriade— que se sabe que practicaban medicina, impartían conferencias sobre medicina y escribían tratados. Forma parte del grupo de mujeres conocido como Mulieres Salernitanae, es decir, Mujeres de Salerno.